# Newville (Alabama)
Newville is een plaats (town) in de Amerikaanse staat Alabama, en valt bestuurlijk gezien onder Henry County.

## Demografie
Bij de volkstelling in 2000 werd het aantal inwoners vastgesteld op 553.
In 2006 is het aantal inwoners door het United States Census Bureau geschat op 541, een daling van 12 (-2,2%).

## Geografie
Volgens het United States Census Bureau beslaat de plaats een oppervlakte van
10,4 km², geheel bestaande uit land. Newville ligt op ongeveer 123 m boven zeeniveau.

## Plaatsen in de nabije omgeving
De onderstaande figuur toont de plaatsen in een straal van 24 km rond Newville.